# Fortnite
A Fortnite az Epic Games által fejlesztett és 2017-ben kiadott videójáték. Három különálló játékmódverzióban érhető el, melyek ugyanazt az általános játékmenetet követik és motorjuk is ugyanaz: a Fortnite: Save the World (fizetős játékmód) kooperatív lövöldözős-túlélőjáték, melyben négy játékosnak zombiszerű lényeket kell megölniük és túlélőket kell megvédeniük az erődítményeikkel; a Fortnite Battle Royale ingyenesen játszható battle royale játék, melyben 100 játékos azért harcol, hogy ő legyen az utolsó, aki talpon marad; illetve a Fortnite Creative, melyben a játékosok a fantáziájukat felhasználva építhetik meg egyedi szabályokkal a szigeteiket, amit már az Unreal Engine segítségével is megtehetünk. Az előbbi kettő 2017-ben jelent meg, ezeket 2018. december 6-án követte a Creative. A Save the World kizárólag Microsoft Windows, macOS, PlayStation 4, PlayStation 5, Xbox One és Xbox Series X/S, míg a Battle Royale és a Creative ezeken felül Nintendo Switch, iOS és Android platformokra is elérhető.

## Fejlesztés

### Fortnite: Save the World
A Fortnite ötletével 2011 körül, a Gears of War 3 megjelenése után, egy Epic Gamesen belüli játékjamen álltak elő. Ugyan a játék fejlesztését nem kezdték meg a jam során, azonban a Minecraft és a Terraria által képviselt építős játékműfaj és a lövöldözős játékok kombinálásának koncepciója felmerült, megalkotva ezzel a Fortnite alapjait. A Fortnite fejlesztését számos probléma lassította; köztük a játékmotor Unreal Engine 3-ról Unreal Engine 4-re váltása, a szerepjátékos elemek elmélyítése a játék élettartamának kibővítése érdekében, valamint a képi világ komorabbról képregényszerűbbé tétele. Ezek mellett az Epic be akart lépni a játék mint szolgáltatás üzleti modellbe, így felkereste Tencentet, ami jelentős mennyiségű részvényt vásárolt az Epicből, aminek hatására az Epic számos kulcsfontosságú vezetője, köztük a Fortnite fejlesztésében kulcsfigurának bizonyuló Cliff Bleszinski is kilépett a cégből. A Fortnite-ot az Epic az esetleges későbbi a játék mint szolgáltatás üzleti modellt követő játékainak kísérleti környezetévé alakította ki, ezzel is lelassítva a fejlesztését.
Az Epic 2017 júliusában korai hozzáférésű modellben, fizetős játékként jelentette meg a Fortnite-ot, a tervek szerint azt 2019. folyamán ingyenesen játszhatóvá alakította volna át, miközben a játékosok visszajelzéseit felhasználva javított volna a játékon. A Fortnite Battle Royale megjelenésével a játékos a környezet elleni mód megkapta a Save the World alcímet. Az Epic végül úgy döntött, hogy fizetős címként jelenteti meg a játékot, amely 2020. június 29-én lépett ki a korai hozzáférésű állapotból.

### Fortnite Battle Royale
Az idő tájt amikor az Epic korai hozzáférésben megjelentette a Fortnite-ot a PlayerUnknown’s Battlegrounds világsiker lett, a 2017. márciusi megjelenése után három hónappal már 5 millió példányt adtak el belőle, felkeltve ezzel az érdeklődést a battle royale műfaj iránt. Az Epic ráeszmélt, hogy a Fortnite alapjátékhoz maguk is hozzá tudnának adni egy battle royale játékmódot, így gyors iramban, körülbelül két hónap alatt el is készültek ezzel. 2017 szeptemberében az Epic készen állt ahhoz, hogy ezt a játékmódot hozzáadja a Save the World fizetős korai hozzáférésű verziójához, azonban később úgy döntött, hogy inkább Fortnite Battle Royale címen különállóan, ingyenesen játszható, azonban mikrotranzakciókkal támogatott formában jelenteti meg azt. Ez a változat gyorsan hatalmas játékosbázist alakított ki; megjelenése utáni első két hétben több mint 10 millió felhasználói fiókot regisztráltak, aminek hatására az Epic különálló fejlesztőcsapatokat alakított ki a Fortnite Battle Royale és a Save the World fejlesztéséhez. Ennek hatására a Fortnite Battle Royale a Save the World által nem támogatott platformok, így az iOS, az Android és a Nintendo Switch felé terjeszkedhetett.

### Fortnite Creative
2018. december 6-án Fortnite Creative címen egy sandbox játékmód is megjelent. Ebben a játékosoknak egy privát, tartósan megmaradó szigethez van hozzáférésük, amelyen épületeket építhetnek és a kedvük szerint manipulálhatják a tárgyakat. A játékosok meghívhatják a barátaikat erre a szigetre, hogy olyan nem hivatalos játékokon vegyenek részt, mint a verseny- vagy ugrópályák. Eredetileg kizárólag azok a játékosok kaptak saját szigetet, akik szezonbérletet váltottak, azonban 2018. december 13-án a nem fizető játékosok is hozzáférést nyertek egy saját szigethez.

## Fejezetek és szezonok
A Fortnite Battle Royale fejezetekre (chapter) és szezonokra (season) tagolódik.
Eddig 5 fejezet és 30 szezon jelent meg.

### 1. fejezet (2017-2019)
| Szezon   | Cím                  | Időtartam                                                                          | Leírás |
| -------- | -------------------- | ---------------------------------------------------------------------------------- | --- |
| Season 1 | –                    | Battle Royale: 2017. október – 2017. december OG: 2024. december - 2025. január    | Ez volt az első fejezet első szezonja. |
| Season 2 | –                    | Battle Royale: >2017. december – 2018. február OG: 2025. január - 2025. március    | A szezonnak a témája a Középkor volt. Ebben a szezonban lett bevezetve a Battle Pass rendszer, bár itt még csak 70 szinttel rendelkezett. |
| Season 3 | –                    | Battle Royale: 2018. február – 2018. április OG: 2025. március - 2025. június      | A Szezon témája az űrkutatás volt, a Battle Pass szinteteket 70-ről 100-ra növelték. |
| Season 4 | Brace for Impact     | Battle Royale: 2018. május – 2018. július OG: 2025. június - 2025. augusztus       | A szezon témája a szuperhősök és a film forgatás volt. Season 3 végén a játékosok egy meteorra lettek figyelmesek az égen, ami végül fokozatosan közelebb került a szigethez, és Season 4 kezdetére érte a szigetet. A meteor becsapódása során elpusztult Dusty Depot. Később szuperhősök és gonosztevők jelentek meg a szigeten akik harcban álltak egymással, de végül erről kiderült hogy ez mind egy átverés volt és az egész csak egy film forgatás része volt. Ezalatt a meteor folyamatosan olvadt ki, majd végül egy kapszula olvadt ki a meteorból, amiben egy The Visitor nevű személy utazott. The Visitor a "Villian's Lair" nevű forgatási helyszínre utazott, ahol a film forgatásához használt rakétát feljavította és kilőtte magát, majd miután pár percig a sziget felett repkedett egy hasadékon keresztül távozott a szigetről. A hasadék azonban az égen maradt. |
| Season 5 | Worlds Collide       | Battle Royale: 2018. július – 2018. szeptember OG: 2025. augusztus - 2025. október | A szezon témája a világok ütközése volt. A rakéta kilövés után csomó hasadék jelent meg a szigeten, végül a való világból egy Drift nevű srác jött át a szigetre, aki a sziget lakosok segítségével körbe utazták a szigetet. Ezalatt a sziget felett lévő hasadék folyamatosan zárult be, míg nem végül a hasadék végleges bezárulása előtt, egy lila villám tört ki a hasadékból, és egy lila kockát (Rajongók által elnevezve: Kevin), idézett meg. A lila kocka körbe járta a szigetet és rúnákat égetett a fűbe különböző területeken, végül a sziget közepén található Loot Lake-ben süllyedt el a vízben. A szezon újítása volt a kozmetikában volt: a Toy-ok. Ebben a szezonban nagy térkép változtatás volt, hogy a sziget Dél-Nyugati részén megjelent a sivatag. Az Epic Games a marketing részeként egy "Durrr Burger" fejet helyezett el a kaliforniai sivatagban. |
| Season 6 | Darkness Rises       | 2018. szeptember – 2018. december                                                  | A szezon témája a Halloween és a sötétség felemelkedése volt, miután "Kevin" a lila kocka elsüllyedt Loot Lake-ben egy egész sziget darabot emelt fel a levegőbe. A kocka a lebegő darabbal együtt körbe járta a szigetet és feltöltötte magát a régi rúnák helyein. Miután visszatér Loot Lake-re egy portált lőtt az égbe amiből a "Kocka szörnyek" kezdtek szivárogni, ez volt a Fortnitemares 2018. Végül a szigetlakosok felrobbantották 'Kevin-t' és így kerültek el a játékosok először a fehér, feneketlen katlanba az "In-the Between-be" ahonnan végül egy Rift-pillangó mentette meg őket. Miután a játékosok visszatértek a szigeten ünneplés kezdődött. De egy A.I.M nevű robot , rejtélyes módon érkeztt a szigetre és elrabolt egy kockadarabot, ezután egy jéghegy kezdett közeledni a sziget felé. |
| Season 7 | You Better Watch Out | 2018. december – 2019. február                                                     | A szezon témája a tél és a Karácsony volt. Miközben a játékosok a Karácsonyra készülődtek, a közelgő jéghegy belecsapódott a sziget Dél-Keleti részére. A jéghegyen volt található egy vár: Polar Peek, melynek királya a Jég Király volt. A jég király az A.I.M által kapott kocka darabot felhasználva lefagyasztotta az egész szigetet, ami miatt jég zombik kezdték ellepni a szigetet. Azonban a vár pincéjében kiszabadult a "rab" vagyis a Tűz király aki miután feltöltötte energiáját elkezdte repeszteni a földet Wailing Woods körül ami földrengéseket okozott. A szezon közben fellépett Marshmello egy koncerten Pleasent Park-ban. |
| Season 8 | X Marks The Spot     | 2019. február – 2019. május                                                        | A szezon témája a Trópusi szigetek, a kincskeresés és a kalózok volt. A Tűz király Wailing Woods helyén létrehozott egy vulkánt, eközben kalózok érkeztek a szigetre akik egy kincset keresnek. Mialatt a kincskeresés folyt, egy titokzatos kutatócsoport felásta a fél szigetet mire megtalálták Loot Lake alatt egy hatalmas széfet, amit a játékosoknak kellett kinyitnia rúnák segítségével. A "The Unvaulting" eventen a széf végre kinyílt és a játékosok lejuthattak ismét az "In-The Between-be" ahol először találkozhattak a "Zero Point-tal" ami az egész Omniverzumot életben tartja, és a szigetnek a szíve, amit egy Singularity nevű nő őrzött. Ezalatt a játékosok 6 tárgy között szavazhattak hogy melyik kerüljön vissza a játékba, ezt végül a Drum Gun nyerte meg. Miután a játékosok a szigetre visszatértek kiderült, hogy a a széf kinyitása miatt kitört a vulkán és elpusztította Tilted Towers-t és Retail Row-t és Polar Peek alját.                                                                                     |
| Season 9 | The Future is Yours  | 2019. május – 2019. július                                                         | A szezon témája a jövő és a Cyberpunk volt. Miután a vulkán kitört a Season 1-es Jonesy és a Season 8-as Peely egy bunkerba menekültek ahol egy parti után rádöbbentek hogy nincs élelem a bunkerban. Feltételezhetően évek múlva a bunkert kinyitották ahonnan Bunker Jonesy és a leturmixolt Peely kijöttek és szembesültek Neo Tilted látványával. Singularity ezalatt a pár év alatt Tilted Towers romjaiből egy futurisztikus várost: Neo Tilted-et, míg Retail Row-ből Mega Mall-t készített. Azonban Polar Peek aljából egy szörny a "Zabáló" szabadult ki és körberágcsált egy csomó dolgot a szigeten. Singularity úgy döntött hogy miután a vulkán energiáját elszívták, megépít egy mecha robotot, amivel letudja győzni a Zabálót. Július 20-án megtörtént a The Final Showdown event, ahol a mecha alul marad a Zabálóval szemben, aztán végül a Mecha kiszedi a Zero Pointot a széfből és azzal már képes megölni a Zabálót. A harc után a Mecha elrepült a szigetről. Azonban a Zero Point tovább sérült.                             |
| Season X | Out of Time          | 2019. augusztus – 2019. október                                                    | A szezon témája a nosztalgia és az időutazás. Ez az 1. fejezet utolsó szezonja. Miután a Season 9-ben a Zero Point megsérült a szigetre régi helyszínek, karakterek és tárgyak kezdtek visszatérni. Így került vissza Dusty Depot és a meteor is. Azonban ezúttal a meteor megfagyott az időben, azonban a benne utazó személy kiszabadult, ám ezúttal ő nem a The Visitor volt, hanem a The Seven csoport másik tagja a The Scientist. (Ennek a csoportnak The Visitor szintén a tagja). A The Scientist jeladókat kezdett lerakni a szigeten melyek segítségével kerültek át a szigetre más univerzumból érkezett helyek mint például Pandora a Borderlands-ból, vagy Gotham City a DC Univerzumból. A szezon fináléjában a The Scientist egy rakétát épített Dusty Depot-ban onnan pedig a szigetre hívta az összes The Seven tagot és a meteort a Zero Pointba vezették aminek a következménye a "Fekete-lyuk" event lett. A játék 2 napig nem volt elérhető. Egy Konami kód beírásával a játékosok képesek voltak játszani egy kis minijátékot. |

### 2. fejezet (2019-2021)
| Szezon   | Cím          | Időtartam                         | Leírás |
| -------- | ------------ | --------------------------------- | --- |
| Season 1 | New World    | 2019. október – 2020. február     | A szezon rengeteg új mechanikát, és új helyeket vezetett be, ami az első sziget megsemmisülésének volt köszönhető. A 36 órás leállás alatt a sziget újra szerveződött. A szezonban lett bevezetve az elesett csapattársak hátunkon való cipelését, az elbújást, az úszást és a horgászást. A szezon új járműve a motorcsónak lett, ami növelte a vízben való mobilitást. Bevezették a mesterséges intelligenciákat a játékban. A szezon 2019 novemberében hosszabbították meg decemberről, 2020 februárra. 2019. december. 14-én történt meg a Star Wars esemény melynek keretein megjelent a Millenium Falcon, 8 TIE-Fighter és a csillagromboló, ezek mellett a játékosok láthattak egy exkluzív jelenetet a Star Wars: A Skywalker kora című filmből. Ismét volt *i esemény, amiben a játékosok 14 napon keresztül ingyenes ajándékokat nyitogathattak. |
| Season 2 | Top Secret   | 2020. február – 2020. június      | A szezon témája a titkos ügynökök voltak. Midas, egy mesterelme kitervelte hogy egy ügynök háborúval tereli el a figyelmet arról hogy ő a sziget közepén lévő "The Agency" alatt egy Doomsday Device-t épít. Az event 2020. június. 16-án történt. Az eszköz elpusztította a vihart, de a terv kudarcba fulladt hiszen a vihart kicserélte az eszköz egy özönvízre, az event közben a játékos kijutott a "Hurok-ból" egy bizonyos Jones ügynök irodájába. A szezon közben történt egy Travis Scott koncert, "Astronomical" néven, ami nagyon megdobta a Fortnite népszerűségét. A Battle Pass tartalmazta Deadpool-t is, a Marvel Comicstól, aki ebben a szezonban a titkos karakter volt. A Season eredetileg 2020 áprilisában ért véget, de az Egyesült Államokban történő faji zavargások miatt júniusra. |
| Season 3 | Splash Down! | 2020. június – 2020. augusztus    | A szezon témája a nyár és a vízi sportok volt. Miután a szigetet elárasztotta a víz és a Ghost ügynökség elbukott, béke honolt a szigeten és a sziget háromnegyed része víz alá került. A szezonban a Battle Pass-ben a játékos képes volt testreszabni egy esernyőt. A Battle Pass-ben volt még megtalálható Aquaman a DC Comics-ból, illetve még bekerült egy Coral Castle nevű hely, ami nagyban hasonlít Aquaman otthonára: Atlantiszra. |
| Season 4 | Nexus War    | 2020. augusztus – 2020. december  | A szezon témája a Marvel Comics hősei volt. A Season 3 vége felé a Battle Pass felületen megjelent egy képregény amiből kiderül hogy Thor vált Asgard királyáva, de ekkor megjelent Galactus, aki azt mondja Thor-nak hogy meg kell ennie 5 különleges bolygót, amivel megtudja állítani a "Fekete Telet" Thor felajánlja hogy segít Galactus-nak, de út közben Galactus megérzi a Zero Point energiáját amit fel akar falni, de Thor ezt nem hagyja neki így a szigetre siet hogy figyelmeztesse a lakosokat, magával hozza még: Vasembert, Amazont, Grootot és Mordályt, Ciklont, Rozsomákot, Fátum Doktort és Rejtélyt, hogy megállítsák Galactus tervét. Vasember áthozatja a Stark Industriest a szigetre ahol a Battle Bus-okból klónokat gyárt és bombákat helyez beléjük. 2020. december. 1-én 22:00-kor megtörtént a The Devouver of Worlds event, melyben a játékosok által vezetett Battle Buss bombákat Galactus szájába vezették amitől Galactus visszateleportált, oda ahonnan indult, csakhogy addigra már Galactus a felszínre hozta és megsértette a Zero Point burkolatát. Ezalatt Jones ügynök, az irodájában felébred. |
| Season 5 | Zero Point   | 2020. december – 2021. március    | A szezon témája a káosz és a fejvadászat volt. Miután Galactus a felszínre hozta a Zero Point-ot, Doctor Slone, Jones ügynök főnöke arra utasította, hogy menjen a szigetre és javítsa meg a Zero Point-ot. Itt derült ki hogy Jones a bizonyos "Imagined Order" ügynöke, akik irányítják az egész Hurkot, és rabként tartják bent a játékosokat. Jones mielőtt a szigetre indulna összegyűjti a legjobb vadászokat a különböző valóságokból köztük: A Mandalórit, A gyermeket, Kratost, Master Chief-et, Daryl Dixont, Michonne-t, T-800-at, Sarah Connort, Kígyószemet, Ryu-t, Chun Lit, Ripleyt, A Xenomorph-ot, A Villámot, A Zöld Íjászt, A Ragadozót és a Tron: Örökség karaktereit). Azonban probléma adódik azzal kapcsolatban, hogy a vadászok, miután eltöltöttek 22 percet a szigeten elvesznek az emlékeit és nem tudnak beszélni. Így Jones próbál segítséget kérni az Imagined Order-től, de ők kirúgták azzal az indokkal, hogy ahelyett hogy megjavította volna a Zero Point-ot, csak jobban szétbarmolta azt. Jones így idegességében más megoldást keres. Ebben a szezon jelentek az NPC-k akikkel lehetett üzletelni, beszélgetni vagy felbérelni őket harcra. A szezonban új terület jelent meg, a Zero Point egy hatalmas sivatagot kreált a sziget közepén lila Zero Point kristályokkal együtt. A szezon vége felé a Zero Point teljesen destabilizálódott, melynek köszönhetően az NPC-k is aggodalmukat fejezték ki. |
| Season 6 | Primal       | 2021. március – 2021. június      | A szezon témája az őskorszak és a káosz volt. Miután Jones-t kirúgták az Imagined Ordertől, úgy dönt saját kezébe veszi a sorsát és elmegy segítséget kérni a The Seventől. 2021. március. 16-án a Season 6 első belépésekor már egyből elkezdődik a "Zero Crisis Finale" nevű event. Jones képes üzenni nekik és meg is jelenik a The Foundation a The Seven vezetője. Először a The Foundation verni kezdi Jones-t, de végül Jones leállítja azzal hogy, ha most a The Foundation megjavítja a Zero Point-ot, akkor ő elvezeti őt "Geno-hoz" és a "Nővérekhez." The Foundation elfogadja az ajánlatot. A játékosnak és Jonesnak együtt kell bezárnia a Zero Point portálokat. Az esemény végén, Jones-nak fel kell áldoznia a Portál eszközét hogy a The Foundation bezárja egy "Spire" nevű toronyba, ahol a Zero Point regenerálódhat. Jonest ezt megteszi, de így ő és a The Foundation bent ragadtak a Hurokban és már mind a ketten az Imagined Order ellenségei. Az event alatt a Zero Point lökéshullámokat generált melynek eredménye az lett hogy a sziget őskorszakba váltott. Az ősi fegyverek mellett megjelentek az íjak és a vadállatok, köztük: Farkasok, vaddisznók, csirkék és raptorok. A Battle Pass-ben elérhető volt Lara Croft, a Tomb Raider-ből, Raven a DC Comics-tól és Neymar Jr; Ezek mellett a szezon során bekerült még a játékba Alakváltó (Vagy Gézengúz) a DC Comicstól, és Aloy a Horizon Zero Dawn-ból. |
| Season 7 | Invasion     | 2021. június – 2021. szeptember   | A szezon témája a földönkívüliek és az invázió volt. Miután egy Raz nevű "Kevin" kocka kultista egy kristály darabbal jelet hagyott a világűrben, egy idegen anyahajó megközelítette a szigeten és felrobbantotta a Spire tornyot. The Foundation pedig kirepült Gothan City mellett lévő tóba. A támadás után Doctor Slone az Imagined Order magas rangú tagja csapatot toborzott, azért hogy megfékezzék az űrlény inváziót. A szezon a 2021. szeptember. 12-én történő "Operation: Sky Fire" eventtel zárult, amikor Doctor Slone felküldte a játékosokat az anyahajóra bombákkal együtt, hogy a hajót belülről robbantsák fel. Azonban kiderült, hogy Doctor Slone végig gonosz volt és hogy a hajón hagy minket meghalni, illetve az anyahajó tartalmazza az össze "Kevin" kockát, ami akár több milliárd is lehet. A játékosok képesek egy kockát "jóvá" tenni, de az anyahajó felrobban és az anyahajó darabjai a kockákkal együtt a szigetre zuhant. A Battle Pass-ben megtalálható volt Rick Sanchez a Rick és Morty-ból, illetve Superman, a DC Comics-tól. |
| Season 8 | Cubed        | 2021. szeptember – 2021. december | A szezon témája a sötétség és a "Kevin" kockák voltak. Ez a 2. fejezet utolsó szezonja. Miután 6 lila kocka, egy arany és egy kék kocka becsapódott a szigetre, elkezdődött a "Kocka invázió" (Pontosabban a The Last Reality inváziója), mint kiderült ők küldték le az a kis lila "Kevin" kockát Chapter 1: Season 5-ben. Az aranykocka sorban feltöltötte a többi lila kockát és elindultak a sziget közepére, ahol megalapult a kocka város a "The Convergence" majd a "The Pyramid." Az aranykockában mint kiderült a The Cube Queen tartózkodott aki miután kijött az arany kockából inváziót indított a sziget ellen, ekkor kezdődött a 2021-es Fortnitemares. A szezon fináléja a "Chapter 2 Finale: The End" event volt ami 2021. december. 4-én 22:00-én történt meg. A játékosok próbálták elpusztítani a királynő seregét, de sajnos a királynő erősebb volt és elpusztította a kék kockát. Ezalatt az Imagined Order bázison a föld alatt kiderült hogy Doctor Slone és új társa Gunnar elfogja Jones ügynököt és éppen arra készülnek hogy kitöröljék az emlékeit. De ekkor The Foundation jön és megmenti őt, és kiderül hogy nem más mint Dwayne Johnson. A mentőakció után Jones és The Founadtion a vezérlő pultnál megfordítják a szigetet a másik oldalra. Eközben The Scientist és The Visitor visszatért és megmentették a lakosokat a királynő inváziója előtt. Miután a sziget átfordult a játékost elöntötte az özönvíz és kalkulálhatóan a The Last Reallity is elbukott. 18 óráig nem lehetett belépni a játékba. A Battle Pass-ban ezúttal megtalálható volt Vérontó a Marvel Comics-tól. De időközben a Seasonban megérkezett Paul Atreides és Chani az új Dűne filmből, Chris Redfield és Jane Valentine a Resident Evil játékokból, Jinx a League of Legends, Arcane című sorozatából, valamint Uzumaki Naruto, Uchiha Sasuke, Haruno Sakura és Hatake Kakashi a Naruto Shippudden-ből. |

### 3. fejezet (2021-2022)
| Szezon   | Cím        | Időtartam                         | Leírás |
| -------- | ---------- | --------------------------------- | ------ |
| Season 1 | Flipped    | 2021. december – 2020. március    |        |
| Season 2 | Resistance | 2022. március – 2020. június      |        |
| Season 3 | Vibin      | 2022. június – 2022. szeptember   |        |
| Season 4 | Paradise   | 2022. szeptember – 2022. december |        |

### 4. fejezet (2022-2023)
| Szezon    | Cím          | Időtartam                        | Leírás |
| --------- | ------------ | -------------------------------- | ------ |
| Season 1  | –            | 2022. december – 2023. március   |        |
| Season 2  | Mega         | 2023. március – 2023. június     |        |
| Season 3  | Wilds        | 2023. június – 2023. augusztus   |        |
| Season 4  | Last Resort  | 2023. augusztus – 2023. november |        |
| Season OG | Fortntite OG | 2023. november – 2023. december  |        |

### 5. fejezet (2023-2024)
| Szezon   | Cím             | Időtartam                        | Leirás |
| -------- | --------------- | -------------------------------- | ------ |
| Season 1 | Underground     | 2023. december – 2024. március   |        |
| Season 2 | Myths & Mortals | 2024. március – 2024. május      |        |
| Season 3 | Wrecked         | 2024. május – 2024. augusztus    |        |
| Season 4 | Absolute Doom   | 2024. augusztus – 2024. november |        |
| -        | Chapter 2 Remix | 2024. november – 2024. december  |        |

### 6. fejezet (2024-)
| Szezon        | Cím              | Időtartam                        | Leirás |
| ------------- | ---------------- | -------------------------------- | ------ |
| Season 1      | Hunters          | 2024. december – 2025. február   |        |
| Season 2      | Lawless          | 2025. február – 2025. május      |        |
| Mini Season 1 | Galactic Battle  | 2025. május – 2025. június       |        |
| Season 3      | Super            | 2025. június – 2025. augusztus   |        |
| Season 4      | Shock 'N Awesome | 2025. augusztus – 2025. november |        |

## Játékbeli valuta
A Battle Royale játékmódverziónak saját pénzneme van, az úgynevezett V-Bucks. A V-Bucks valódi pénzért vásárolható meg a játék során és zsákmánygyűjtődoboz ("lootbox") megvásárlására használható, illetve összegyűjthető a "Mentsd meg a világot ("Save the World") küldetései során is, bár ez utóbbi hosszabb időbe telhet.
A V-Bucks értékesítése során az Epic Games játékcég 2018 májusában 296 millió dollár bevételre tett szert. 7,99 euróért 1 000, 19,99 euróért 2 800, 31,99 euróért 5 000 és 79,99 euróért 13 500 V-Buckst lehet venni. A Battle Pass V-Bucksért vásárolható meg. A Battle Pass a Free Pass erősebb változata, amelyet a játék elején, valamint minden új szezonban ingyenesen lehet megkapni.
A Battle Pass segítségével a játékos a játék előrehaladtával különféle tárgyakat kap, például hátizsákokat, köpenyeket vagy különböző ruhákat, de ezek nem jelentenek előnyt a többi játékossal szemben. Emellett többek között a heti kihívások is feloldódnak, amelyekhez további pontok járnak a Battle Passért. A Battle Pass általában szezononként tíz hétig érvényes (a szezon hosszától függően), és a szezon végén újraindul. A kapott tárgyakat és V-bucksokat azonban meg lehet tartani és fel lehet használni a következő Battle Pass megvásárlására is.
A játék 7. évadában bevezették a kihívásokat, amelyek teljesítését a 8. évadban Battle Pass-szal jutalmazzák. Ez volt az első alkalom, amikor a Battle Passhoz jutás más módját is lehetővé tették, mint a V-Bucks segítségével történőt. A V-Bucksból továbbá lehet vásárolni a  kozmetikai cikkeket ("cosmetic item") is. A kozmetikai cikkek megváltoztatják a karakter (bőr), a sárkányrepülő, a szüreti eszközök vagy a hátizsák megjelenését. Vannak úgynevezett "emote-k" [ejtsd əˈmoʊt] is, amelyek megváltoztatják a karakter mozgását, például táncokkal. A kozmetikai cikkek nem befolyásolják a játékmenetet.
2018 júniusában a játékosok 69 százaléka vásárolt kozmetikai cikket.

## Fogadtatás

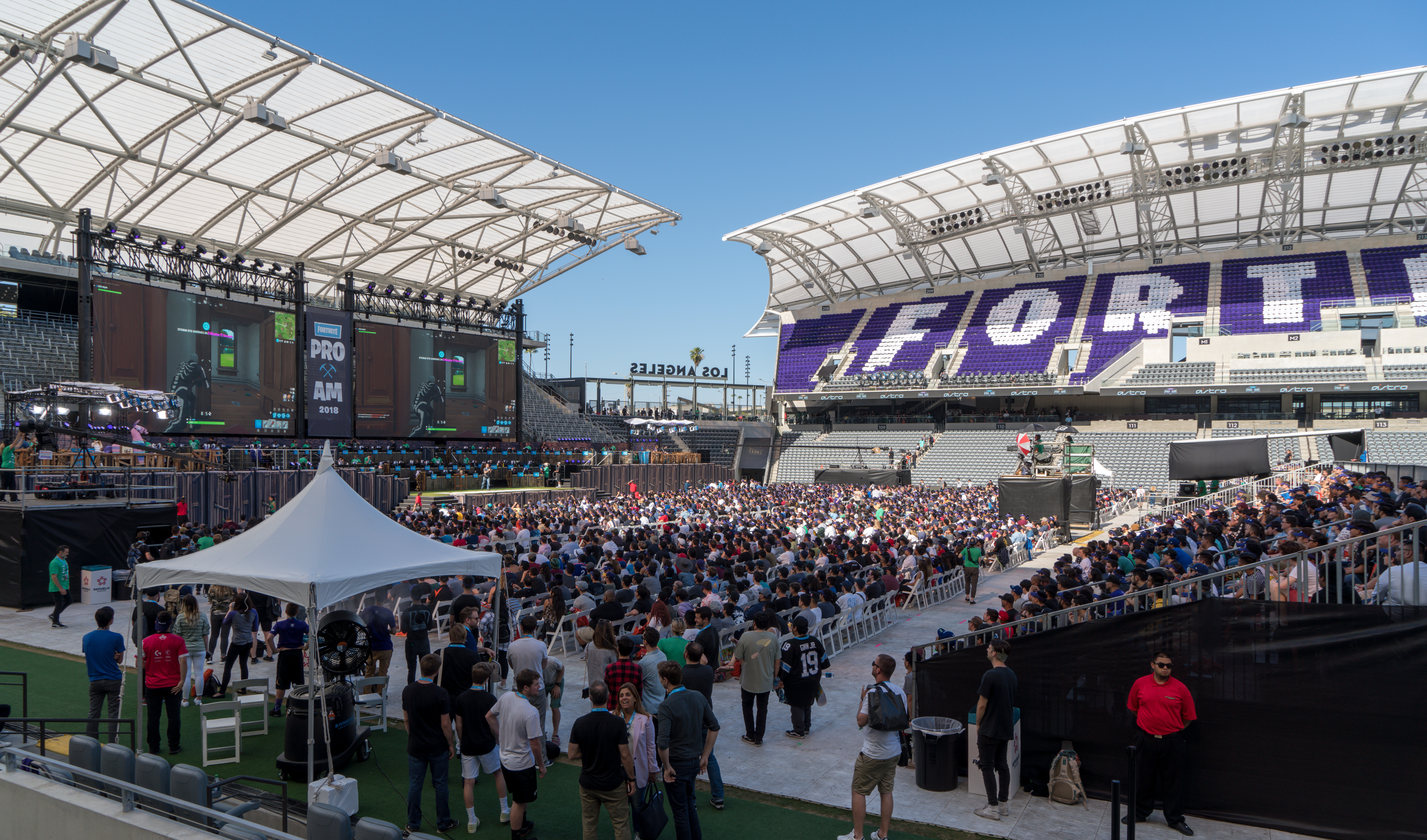
A Fortnite-pro–am rendezvény a 2018-as E3-on

A Save the World mód felhasználóinak száma 2017 augusztusában, nem sokkal a Battle Royale megjelenése előtt átlépte az egymilliót.
A Fortnite Battle Royale jelentős anyagi sikernek bizonyult az Epic Games számára, ennek köszönhetően különálló fejlesztőcsapatokat alakított ki a Save the World és a Battle Royale fejlesztéséhez, hogy ezzel jobb támogatást tudjon nyújtani mindkét mód számára. A Battle Royale-t a megjelenése után második hétre már több mint 10 millióan játszották, míg 2018 júniusáig, nem sokkal a Nintendo Switch-verzió megjelenése után már több mint 125 millióan. A Fortnite Battle Royale havi bevételeit a 2018-as év első felében a SuperData Research elemzőcég több száz millió dollárra, míg a 2018-as teljes bevételét 2,4 milliárd dollárra becsülte.
A Fortnite Battle Royale internetes kulturális jelenséggé nőtte ki magát, számos híresség is megosztotta, hogy ő is játszik a játékkal, míg több sportoló Fortnite-táncokat utánzott a győzelmi ünnepléseik részeként. 2018 márciusában egy élő internetes közvetítés, amely alatt Ninja streamer Drake, Travis Scott, Kim Dotcom és JuJu Smith-Schuster Pittsburgh Steelers-wide receiver társaságában játszott a Fortnite Battle Royale-ral megdöntötte a Twitch nézettségi rekordját, aminek hatására az Epic 2018 júniusában a 2018-as E3 keretében egy Fortnite Battle Royale-pro–amet rendezett, melyben 50 streamerből és profi játékosból, illetve hírességből álló csapat vett részt. Az Epic Games szervezett e-sport-versenyeket alakított ki a Fortnite Battle Royale körül, köztük a 2019 júliusában megrendezett 30 millió dolláros fődíjazású Fortnite World Cupot is.
A Fortnite Battle Royale körül növekvő aggodalom alakult ki a kisgyermekek bevonzása miatt, melyet a mobilos kliens megjelenése tovább fokozott. A szülők és a tanárok aggodalmukat fejezték ki amiatt, hogy a Fortnite elvonja a diákok figyelmét az iskolai feladatokról. Aggodalmak merültek fel a fegyveres erőszak ismételt ábrázolását tartalmazó játék kisgyermekekre gyakorolt hatásáról is.

### Díjak és elismerések
A játékot 2017-ben a PC Gamer a „legjobb koop játék”, míg az IGN a „legjobb nézni való játék” kategóriákban jelölte a játékot. 2018-ban a játék elnyerte a PC Gamer és az IGN „legjobb folyamatban lévő játéka” díját,  utóbbi a „legjobb Nintendo Switch-játék”, „legjobb mobiljáték” és a „legjobb akciójáték” kategóriákban is jelölte azt.
| Év   | Díjkiosztó                        | Kategória                                                                    | Eredmény | Forr.                |
| ---- | --------------------------------- | ---------------------------------------------------------------------------- | -------- | -------------------- |
| 2017 | 2017-es The Game Awards           | Legjobb többjátékos videójáték                                               | Jelölve  | [ 46 ]               |
| 2018 | 16. Visual Effects Society Awards | Kiemelkedő vizuális effektek egy valós idejű projektben (A Hard Day's Night) | Jelölve  | [ 47 ] [ 48 ]        |
| 2018 | 21. Annual D.I.C.E. Awards        | Kiemelkedő teljesítmény az internetes játékmenetben                          | Jelölve  | [ 49 ] [ 50 ]        |
| 2018 | 2018-as SXSW Gaming Awards        | Kiválóság a többjátékos módban                                               | Jelölve  | [ 51 ] [ 52 ]        |
| 2018 | 2018-as SXSW Gaming Awards        | Kiválóság a játékmenetben                                                    | Jelölve  | [ 51 ] [ 52 ]        |
| 2018 | 14. British Academy Games Awards  | Legjobb fejlődő játék                                                        | Jelölve  | [ 53 ] [ 54 ]        |
| 2018 | 14. British Academy Games Awards  | Legjobb többjátékos videójáték                                               | Jelölve  | [ 53 ] [ 54 ]        |
| 2018 | 2018-as Webby Awards              | Nép Hangja díj a legjobb többjátékos/kompetitív játéknak                     | Elnyerte | [ 55 ]               |
| 2018 | 2018-as Game Critics Awards       | Legjobb folyamatban lévő játék                                               | Elnyerte | [ 56 ] [ 57 ]        |
| 2018 | Develop Awards                    | Legjobb animáció                                                             | Jelölve  | [ 58 ] [ 59 ]        |
| 2018 | 2018-as Teen Choice Awards        | Legjobb videójáték                                                           | Elnyerte | [ 60 ] [ 61 ]        |
| 2018 | BBC Radio 1’s Teen Awards         | Legjobb játék (Fortnite Battle Royale)                                       | Elnyerte | [ 62 ]               |
| 2018 | 2018-as Golden Joystick Awards    | Legjobb kompetitív játék                                                     | Elnyerte | [ 63 ] [ 64 ] [ 65 ] |
| 2018 | 2018-as Golden Joystick Awards    | Legjobb mobiljáték                                                           | Jelölve  | [ 63 ] [ 64 ] [ 65 ] |
| 2018 | 2018-as Golden Joystick Awards    | Az év végső játéka                                                           | Elnyerte | [ 63 ] [ 64 ] [ 65 ] |
| 2018 | 2018-as The Game Awards           | Legjobb többjátékos játék                                                    | Elnyerte | [ 66 ] [ 67 ]        |
| 2018 | 2018-as The Game Awards           | Legjobb mobiljáték                                                           | Jelölve  | [ 66 ] [ 67 ]        |
| 2018 | 2018-as The Game Awards           | Legjobb folyamatban lévő játék                                               | Elnyerte | [ 66 ] [ 67 ]        |
| 2018 | 2018-as The Game Awards           | Legjobb e-sport-játék                                                        | Jelölve  | [ 66 ] [ 67 ]        |
| 2018 | Gamers’ Choice Awards             | Közönségkedvenc játék                                                        | Elnyerte | [ 68 ]               |
| 2018 | Gamers’ Choice Awards             | Közönségkedvenc többjátékos játék                                            | Elnyerte | [ 68 ]               |
| 2018 | Gamers’ Choice Awards             | Közönségkedvenc e-sport-játék                                                | Elnyerte | [ 68 ]               |
| 2018 | Gamers’ Choice Awards             | Közönségkedvenc battle royale játék                                          | Elnyerte | [ 68 ]               |
| 2018 | Gamers’ Choice Awards             | Közönségkedvenc e-sport-ligaformátum (Community Skirmishes)                  | Elnyerte | [ 68 ]               |
| 2019 | 22. Annual D.I.C.E. Awards        | Az év internetes játéka                                                      | Elnyerte | [ 69 ] [ 70 ]        |
| 2019 | 15. British Academy Games Awards  | Fejlődő játék                                                                | Elnyerte | [ 71 ] [ 72 ]        |
| 2019 | 15. British Academy Games Awards  | Az év mobiljátéka                                                            | Jelölve  | [ 71 ] [ 72 ]        |
| 2019 | Famicú Awards                     | Kiválósági díj                                                               | Elnyerte | [ 73 ]               |
| 2019 | 2019-es Webby Awards              | Legjobb többjátékos/kompetitív játék                                         | Elnyerte | [ 74 ]               |
| 2019 | 2019-es Game Critics Awards       | Legjobb folyamatban lévő játék                                               | Jelölve  | [ 75 ]               |
| 2019 | 2019-es Golden Joystick Awards    | Még mindig játsszuk                                                          | Jelölve  | [ 76 ] [ 77 ]        |
| 2019 | 2019-es Golden Joystick Awards    | Az év e-sport-játéka                                                         | Elnyerte | [ 76 ] [ 77 ]        |
| 2019 | 2019-es The Game Awards           | Legjobb folyamatban lévő játék                                               | Elnyerte | [ 78 ] [ 79 ]        |
| 2019 | 2019-es The Game Awards           | Legjobb közösségi támogatás                                                  | Jelölve  | [ 78 ] [ 79 ]        |
| 2019 | 2019-es The Game Awards           | Legjobb e-sport-játék                                                        | Jelölve  | [ 78 ] [ 79 ]        |
| 2019 | 2019-es The Game Awards           | Legjobb e-sport-rendezvény (Fortnite World Cup)                              | Jelölve  | [ 78 ] [ 79 ]        |
| 2020 | 16. British Academy Games Awards  | Fejlődő játék                                                                | Jelölve  | [ 80 ] [ 81 ]        |
| 2020 | 2020-as Kids’ Choice Awards       | Kedvenc videójáték                                                           | Jelölve  | [ 82 ]               |
| 2020 | 2020-as The Game Awards           | Legjobb folyamatban lévő játék                                               | Jelölve  | [ 83 ]               |
| 2020 | 2020-as The Game Awards           | Legjobb közösségi támogatás                                                  | Jelölve  | [ 83 ]               |
| 2020 | 2020-as The Game Awards           | Legjobb e-sport-játék                                                        | Jelölve  | [ 83 ]               |
| 2021 | 2021-es Kids’ Choice Awards       | Kedvenc videójáték                                                           | Jelölve  | [ 84 ]               |